# Orbán Sándor (botanikus)
Orbán Sándor (Nyíregyháza, 1947. november 3. — )  Szent-Györgyi Albert-díjas magyar botanikus, ökológus, Apáczai Csere János-díjas pedagógus, egyetemi tanár, az MTA doktora. Kutatási területe a mohák rendszertana, különös tekintettel a trópusi Calymperaceae család taxonómiájára. Mohaökológiai kutatásai a mohák életstratégiájának tanulmányozására irányultak. Részt vett a Hortobágy és a Bükk hegység vegetációjának vizsgálatában és a Bükki Nemzeti Park területén szigorúan védett területek feltárásában. Trópusi kutatásai nyomán Kelet-Afrika, Madagaszkár és az Indiai-óceáni szigeteken tett expedíciói nyomán tízezernél is több mohapéldányt gyűjtött az egri főiskola herbáriuma (EGR) számára. 1989 és 1994 között az Eszterházy Károly Főiskola főigazgatója (rektora) volt. Jelenleg a Biológiai Intézet professzor emeritusa.

## Életpályája
1966-ban érettségizett, majd ugyanebben az évben felvételt nyert az ELTE Természettudományi Kar biológus szakára, ahol 1971-ben szerzett okleveles biológus diplomát. Diplomájának megszerzése után a Természettudományi Múzeum Növénytárában kapott állást, a mohaherbárium kurátora lett, itt dolgozott 1976-ig. Közben 1974-ben egyetemi doktori fokozatot szerzett az ELTE-n. Pócs Tamás tanszékvezető meghívására 1976-ban átkerült az egri tanárképző főiskola Növénytani Tanszékére, ahol adjunktusi kinevezést kapott. Negyven egy évig volt a tanszék alkalmazottja, adjunktusként, később docensként, majd főiskolai- és egyetemi tanárként oktatott. 1984-ben kandidátusi tudományos fokozatot szerzett a Magyar Tudományos Akadémián, 1997-ban habilitált a Pécsi Tudományegyetemen és ezután egyetemi tanári kinevezést kapott. 2000-ben védte meg az „Afrikai Calymperaceae család taxonómiája” című akadémiai doktori disszertációját, ezzel MTA Doktora tudományos fokozatot szerzett. A Növénytani és Ökológiai Tanszék vezetője volt 1993-2007-ig.
1981.-ben mint tudományos főigazgató-helyettes bekerült a főiskola felső vezetésébe és 2010-ig többféle vezetői funkcióban tevékenykedett. 1989 és 1994 között az egri főiskola főigazgatója volt. Nevéhez fűződik az intézmény nevének megváltoztatása – Ho Shi Minh Tanárképző Főiskoláról Eszterházy Károly Tanárképző Főiskola névre. 1997-ben egyetemi tanári kinevezést kapott. 1998-tól 2010-ig a főiskola Biológiai Intézetének igazgatója volt. 2006-ban a megalakult Természettudományi Kar dékánja lett. 2006-2010-ig vezette a főiskolán működő Bryológiai Akadémiai Kutatócsoportot. Jelenleg 2017-től az egyetem professzor emeritusa.
Több országos felsőoktatási és tudományos testület tagja volt, 1988-tól Miskolci Akadémiai Bizottság alelnöke, 1991-től a TIT Bugát Pál egyesület elnöke, 1994-től Országos Akkreditációs Bizottság tagja, 1997-től Felsőoktatási és Tudományos Tanács (Művelődési Minisztérium tanácsadója), 2006-től a Magyar Rektori Konferencia tagja, 1991-94-ig a főiskolai Főigazgatói Konferencia elnöke volt.

## Munkássága
Tudományos kutatásai a mohák taxonómiájával és elterjedési viszonyaival foglalkoznak. Ennek eredménye volt a Vajda Lászlóval közösen írt „Magyarország mohaflórája”, a hazai védett területek moháinak feltárása, és az afrikai Calymperaceae mohacsalád taxonómiai feldolgozása.
Az utóbbi negyven évben tizennégy nagyobb tanulmányúton és tudományos expedíción vett részt. Gyűjtőutak és tanulmányutak voltak időrendi sorrendben: Semenic hegység (1972), Retyezát-hegység (1974), Spitzbergák (1979), Kelet Afrika Tanzánia (1989), USA Phoenix (1991), Seychelles szigetek (1993), Réunion és Madagaszkár (1994), Réunion (1996), Erdély és Moldova (2002), Venezuela (2005), India (2007), Brazília (2008, 2011), Mauritius (2016). A fenti tanulmányi és gyűjtő utak során kb. 10 ezer mohapéldányt sikerült begyűjteni, melyek a nagy hazai herbáriumokba kerülnek feldolgozás és meghatározás után.
Számos OTKA, Pro Renovanda, MKM, K+F, Programfinanszírozási Tankönyvpályázatot, NKFP pályázatot nyert el az utóbbi tizenöt évben és volt témavezetője és több pályázatnak nem témavezetőként volt résztvevője.
Ezek közül kiemelkedőek „Az Egri Bikavér eredetvédelmével kapcsolatos kutatások” NKFP pályázat, melyet Széchenyi Terv pályázatként sikerült elnyernie 2002-ben. 1997 és 2001 között Széchenyi Professzori Ösztöndíj finanszírozásával folytatta kutatásait.
Az elmúlt több mint 40 éves főiskolai oktatói és kutatói tevékenysége nyomán 167 publikációja jelent meg nyomtatásban magyar és idegen nyelven, az idegen és magyar nyelvű szakcikkei mind referáltak, a munkákra való független hivatkozások száma meghaladja a ötszázat. 136 szakmai cikk és tanulmány, 10 könyv és könyvrészlet, 19 ismereterjesztő és egyéb publikáció.

## Családja
1973-ban házasságot kötött Nyerges Ágnessel, aki azóta is hű társa és sok tekintetben segítője is. Társa volt több tudományos expedícióban (Seychelles-szigetek, India, Venezuela, Brazília, Mauritius), segített a gyűjtött anyagok preparálásában, szárításában. Felesége az Egri Dohánygyár minőségellenőre volt 2007-ig.
Házasságukból két fiúgyermek született, Norbert 1979-ben, Balázs 1983-ban. Norbert gyógyszerész és pár évvel ezelőtt az ELTE-n szerzett PhD fokozatot, most Győrben gyógyszertár vezető. Nős, három fiúgyermek atyja, felesége Orbánné Drávucz Mónika agrármérnök. Balázs fia zeneművész és zenetanár képestést szerzett a Liszt Ferenc Zene-Akadémián gordon szakon, ő jelenleg a Darmstadti Operaház szólóbőgőse.
A család leghíresebb embere volt anyai nagybátyja, Galambos Lajos (1929-1986). Író, újságíró, József Attila-díjas (1962) magyar drámaíró, filmdramaturg, forgatókönyvíró, több mint 20 kötet könyv szerzője.

## Díjai, elismerései
Munkája során több jelentős kitüntetésben részesült:
- Művelődési Miniszteri Dicséret (1985)
- Pro Academiae Pedagogicae Agriensis (1993)
- Kiváló Ismeretterjesztő (1994)
- Apáczai Csere János díj (1995)
- Eszterházy Károly Emlékplakett (1996)
- TIT Bugát Pál Emlékérem (1998)
- Szent-Györgyi Albert díj (2003)
- MAB (Miskolci Akadémiai Bizottság) Tudományos Díj (2010)
- Kiss Péter Díj EKF TTK (2011)

## Főbb publikációi
1. Orbán Sándor.szerk.: Mika János, Pajtókné Tari Ilona: Modern ökológiai szemlélet a környezeti nevelésben, Környezeti nevelés és tudatformálás: tanulmányok az Eszterházy Károly Főiskola műhelyeiből.. EKF Líceum Kiadó, 103—112.. o. (2015)
2. Orbán Sándor, Ujfaludi László, Mika János.szerk.: Mika János, Pajtókné Tari Ilona: Bolygónk környezeti problémái, Környezeti nevelés és tudatformálás: tanulmányok az Eszterházy Károly Főiskola műhelyeiből. Eger: EKF Líceum Kiadó, 17—35. o. (2015)
3. Sándor Orbán (2014): Exotic Spices and Herbs. Eger: Eszterházy Károly Főiskola, 148 p.
4. Orbán Sándor, Erika Pénzes Kónya (2013): Professor Tamás Pócs the record of his 80 years, POLISH BOTANICAL JOURNAL 58: (1) pp. 3-30.
5. Orbán Sándor (2012): Adatok a debreceni Nagyerdő mohaflórájához, CALANDRELLA 15: pp. 73-75.
6. Orbán, S.-Vajda, L. (1983): Magyarország mohaflórájának határozó kézikönyve. Akadémiai Kiadó, Budapest. pp. 1-580.
7. Orbán, S. (1991): Baktérium-, Alga-, Gomba-, Zuzmó- és Mohahatározó. Tankönyvkiadó Bp. - Mohák p. 677-778. (Szerkesztő: Simon Tibor)
8. Orbán, S. (1992): Life strategies in endangered bryophytes in Hungary. Biological Conservation 59: 109-111.
9. Orbán S. (1999): Általános Briológia. Tankönyv. Líceum Kiadó, Eger. p. 1-380.5.
10. S. Orbán (2006): Studies on African Calymperaceae, VII. New records and identification key of species of the non-leucobryoid Calymperaceae species of Madagascar. Tropical Bryology 28: 49-58.